# مطار تيارت
مطار تيارت أو مطار عبد الحفيظ بوصوف (إياتا: TID، إيكاو: DAOB) هو مطار دولي يقع في بلدية عين بوشقيف بولاية تيارت ويبعد 13 كيلومتر عن عاصمة الولاية، يتوفر على مدرج بطول 3000 متر وعرض 45 متر.